# 国民体育大会綱引競技
国民スポーツ大会における綱引競技は、公開競技として実施されている。

## 歴史
2015年の第70回大会にて初めて採用。

## 種目
- 成年男子
- 成年女子
- 成年男女混合
- 少年男子
- 少年女子

## 開催記録
| 回 | 年   | 開催地 | 成年男子 | 成年女子                | 成年男女混合 | 少年男子 | 少年女子 |
| -- | ---- | ------ | -------- | ----------------------- | ------------ | -------- | -------- |
| 70 | 2015 | 和歌山 | 大阪     | 大阪 （マドラーズ大阪） | 兵庫         | 北海道   | 和歌山   |
| 71 | 2016 | 岩手   | 福井     | 福井                    | 福井         | 香川     | 秋田     |
| 72 | 2017 | 愛媛   | 京都     | 石川                    | 福井         | 愛媛B    | 愛媛C    |
| 73 | 2018 | 福井   | 京都     | 福井A                   | 福井B        | 福井A    | 秋田     |